# Hanjin Heavy Industries

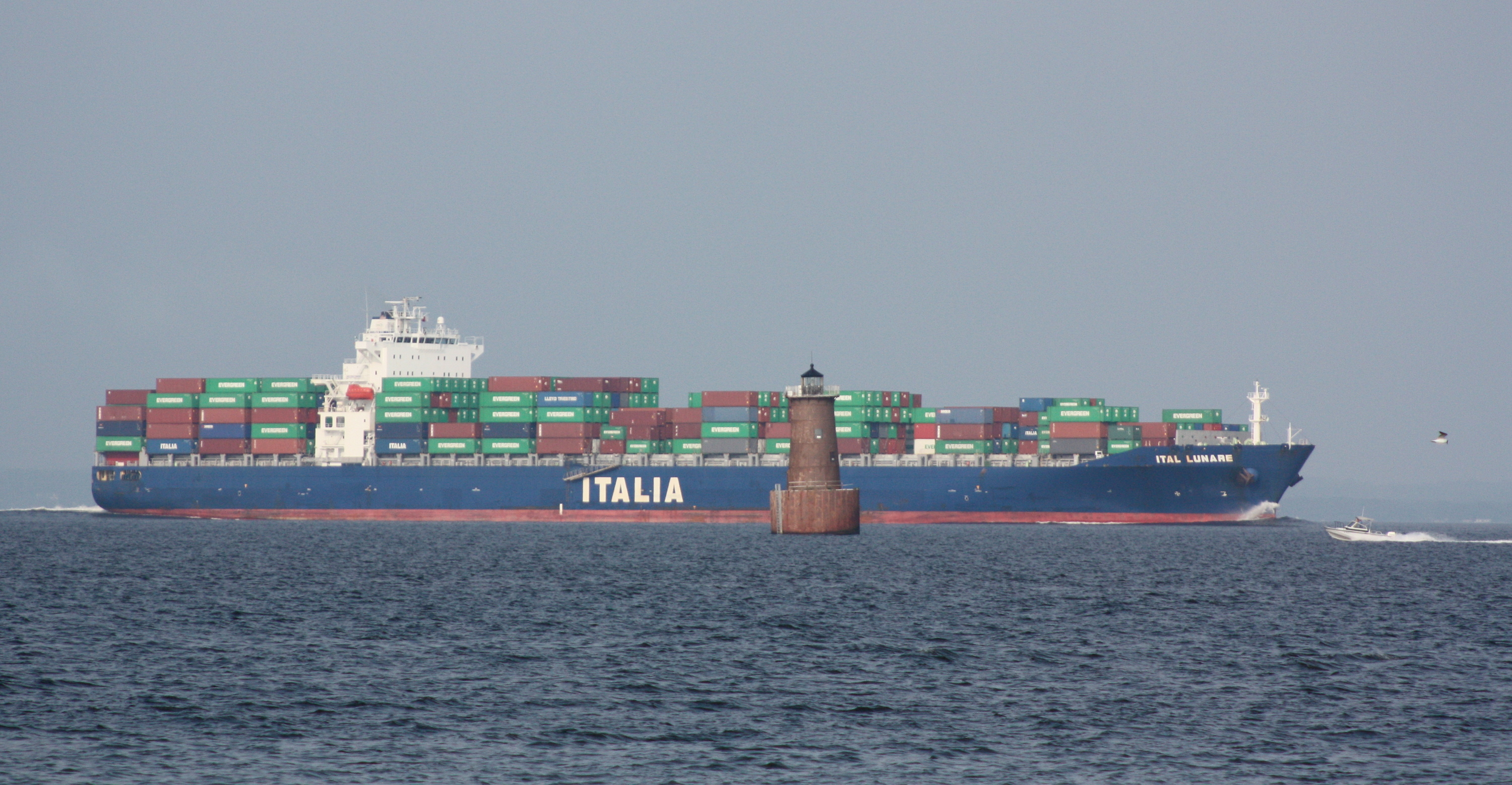
Контейнеровоз «Ital Lunare», построенный компанией «Ханжин» в 2007 году

«Ханжин — тяжелая промышленность» (Hanjin Heavy Industry Co. Ltd.) — корейская судостроительная компания, основанная в 1937 году. Это многонациональная компания, являющаяся филиалом группы «Ханжин групп».

## События
7 июля, тысячи протестующих вступили в столкновения с полицией в демонстрации протеста против увольнений в Йондогу, Пусан. После предупреждения полиция применила водометы со слезоточивым раствором для разгона толпы на улицах.